# Questo tempo
Questo tempo è il quarto album in studio della cantante italiana Irene Fornaciari, pubblicato nel 2016.
Il disco contiene il brano Blu, con il quale la cantante ha partecipato al Festival di Sanremo 2016.

## Tracce
1. Blu – 3:29 (testo: Irene Natalie Fornaciari, Adelmo Zucchero Fornaciari Giuseppe Dati – musica: Diego Calvetti, Giuseppe Dati, Marco Fontana)
2. L'altra faccia della Luna – 3:28 (testo: Niccolò Agliardi – musica: Luca Paolo Chiaravalli)
3. La comprensione – 3:23 (Andrea Amati)
4. È solo un attimo – 3:30 (Andrea Amati, Federica Abbate)
5. Questo tempo – 3:40 (testo: Saverio Grandi – musica: Emiliano Cecere)
6. Il giorno perfetto – 3:11 (Irene Natalie Fornaciari, Zucchero Adelmo Fornaciari, Diego Calvetti)
7. Il Paradiso è perduto – 3:38 (testo: Irene Natalie Fornaciari, Zucchero Adelmo Fornaciari, Elisabetta Pietrelli, Eddy Mattei, Diego Calvetti, Marco Ciappelli – musica: Diego Calvetti, Giuseppe Dati, Marco Fontana)
8. Dalla finestra di casa mia – 3:09 (testo: Irene Natalie Fornaciari, Adelmo Zucchero Fornaciari, Vincenza Casati – musica: Irene Natalie Fornaciari, Adelmo Zucchero Fornaciari Roberto Giribaldi, Diego Calvetti)
9. Draghi nel cielo – 3:17 (testo: Irene Natalie Fornaciari, Adelmo Zucchero Fornaciari, Diego Calvetti, Marco Ciappelli – musica: Francesco Sighieri, Vittorio Franco)
10. Giorni – 3:04 (Andrea Amati)
11. Un amuleto – 3:34 (testo: Irene Natalie Fornaciari, Adelmo Zucchero Fornaciari, Diego Calvetti – musica: Irene Natalie Fornaciari, Adelmo Zucchero Fornaciari)

## Classifiche
| Classifica (2016) | Posizione massima |
| ----------------- | ----------------- |
| Italia            | 63                |